# Lista de deputados estaduais do Rio Grande do Norte da 59.ª legislatura
Esta é a lista de deputados estaduais do Rio Grande do Norte para a legislatura 59ª legislatura (2007–2011).

## Composição das bancadas
| Partido | Líder             | Bancada | Posição      |
| ------- | ----------------- | ------- | ------------ |
| PMN     | Robinson Faria    | 5 / 24  | Governo      |
| PMDB    | Nelter Queiroz    | 4 / 24  | Oposição     |
| PSB     | Larissa Rosado    | 4 / 24  | Governo      |
| PFL     | José Adécio Costa | 3 / 24  | Oposição     |
| PDT     | Álvaro Costa Dias | 2 / 24  | Independente |
| PV      | Micarla de Sousa  | 2 / 24  | Independente |
| PPS     | Wober Júnior      | 1 / 24  | Governo      |
| PSDB    | Luiz Almir        | 1 / 24  | Oposição     |
| PT      | Fernando Mineiro  | 1 / 24  | Governo      |
| PHS     | Arlindo Dantas    | 1 / 24  | Governo      |

## Deputados Estaduais
Estavam em jogo 24 cadeiras da Assembleia Legislativa do Rio Grande do Norte.
| Número | Deputados estaduais eleitos | Partido | Votação | Percentual | Cidade onde nasceu | Unidade federativa  |
| 33111  | Robinson Faria              | PMN     | 70.782  | 4,30%      | Natal              | Rio Grande do Norte |
| 15678  | Walter Alves                | PMDB    | 55.296  | 3,36%      | Natal              | Rio Grande do Norte |
| 40111  | Márcia Maia                 | PSB     | 53.349  | 3,24%      | Natal              | Rio Grande do Norte |
| 12000  | Gesane Marinho              | PDT     | 46.221  | 2,81%      | Recife             | Pernambuco          |
| 25111  | Leonardo Nogueira           | PFL     | 45.975  | 2,79%      | Mossoró            | Rio Grande do Norte |
| 43333  | Gilson Moura                | PV      | 45.364  | 2,75%      | Patu               | Rio Grande do Norte |
| 43007  | Micarla de Sousa            | PV      | 43.936  | 2,67%      | Natal              | Rio Grande do Norte |
| 15222  | Nelter Queiroz              | PMDB    | 42.042  | 2,55%      | Jucurutu           | Rio Grande do Norte |
| 33133  | Antônio Jácome              | PMN     | 40.774  | 2,47%      | Sousa              | Paraíba             |
| 40888  | Gustavo Carvalho            | PSB     | 40.632  | 2,47%      | Natal              | Rio Grande do Norte |
| 12222  | Álvaro Dias                 | PDT     | 40.040  | 2,43%      | Natal              | Rio Grande do Norte |
| 33333  | Ricardo Motta               | PMN     | 36.998  | 2,25%      | Natal              | Rio Grande do Norte |
| 33456  | Ezequiel Ferreira           | PMN     | 36.784  | 2,23%      | Natal              | Rio Grande do Norte |
| 40333  | Lavoisier Maia              | PSB     | 35.278  | 2,14%      | Catolé do Rocha    | Paraíba             |
| 40000  | Larissa Rosado              | PSB     | 34.073  | 2,07%      | Mossoró            | Rio Grande do Norte |
| 33222  | Raimundo Fernandes          | PMN     | 33.903  | 2,06%      | São Miguel         | Rio Grande do Norte |
| 23123  | Wober Júnior                | PPS     | 33.007  | 2,00%      | Natal              | Rio Grande do Norte |
| 25221  | José Adécio Costa           | PFL     | 32.122  | 1,95%      | Pedro Avelino      | Rio Grande do Norte |
| 45607  | Luiz Almir                  | PSDB    | 31.064  | 1,89%      | Juazeiro do Norte  | Ceará               |
| 15000  | Poti Júnior                 | PMDB    | 30.678  | 1,86%      | Natal              | Rio Grande do Norte |
| 15141  | José Dias                   | PMDB    | 29.973  | 1,82%      | Umarizal           | Rio Grande do Norte |
| 25110  | Getúlio Rêgo                | PFL     | 29.298  | 1,78%      | Portalegre         | Rio Grande do Norte |
| 13666  | Fernando Mineiro            | PT      | 22.433  | 1,36%      | Curvelo            | Minas Gerais        |
| 31111  | Arlindo Dantas              | PHS     | 20.074  | 1,22%      | São José de Mipibu | Rio Grande do Norte |